# Resolutie 2406 Veiligheidsraad Verenigde Naties
Resolutie 2406 van de Veiligheidsraad van de Verenigde Naties werd unaniem aangenomen op 15 maart 2018. De resolutie verlengde de VN-vredesmacht UNMISS in Zuid-Soedan met een jaar.

## Standpunten
De Zuid-Soedanese vertegenwoordiger Moum Majak Ngor Malok zei dat de VN moest samenwerken met de regering van zijn land. "Het leiderschap van het land veroordelen is een ding, maar dreigen met een wapenembargo en sancties zou de relatie geen goed doen." Alleen een politiek proces kon de situatie oplossen.

## Achtergrond
In 2011 was Zuid-Soedan, na decennia van conflict om het olierijke gebied, onafhankelijk geworden van Soedan. Eind 2013 ontstond er echter een politieke crisis tussen president Salva Kiir en voormalig vicepresident Riek Machar die uitdraaide op etnisch geweld en moordpartijen. Eind 2016 waren al meer dan 2,5 miljoen mensen op de vlucht geslagen, was een grote humanitaire crisis ontstaan en vreesde men bij de Verenigde Naties dat er een genocide op til was die niet gestopt zou kunnen worden door de 13.000 blauwhelmen die aanwezig waren.
In september 2018 werd een hernieuwd vredesakkoord gesloten, waarvan de uitvoering opnieuw moeizaam verliep. Met name de ontwapening van strijders bleef een dode letter.

## Inhoud
Het geweld tussen het leger en rebellengroepen in Zuid-Soedan bleef verder uitbreiden. Oproepen om het staakt-het-vuren na te leven of hulpverlening toe te laten werden genegeerd en de VN-vredesmacht tegengewerkt. De overheid schond daarmee telkermale het SOFA met de VN. Het in december 2017 door de IGAD gelanceerde Revitalisatieforum op Hoog Niveau was de laatste kans op vrede en stabiliteit. Als onderdeel hiervan werd op 24 december een nieuwe wapenstilstand gesloten.
Het mandaat van de UNMISS-vredesmacht werd verlengd tot 15 maart 2019. Het aantal manschappen bleef gehandhaafd op 17.000 militairen en 2101 agenten. Deze moest de bevolking beschermen, hulpverlening mogelijk maken, toezien op de mensenrechten en de uitvoering van het vredesproces ondersteunen. Men overwoog om naast de al bestaande sancties ook een wapenembargo op te leggen tegen de strijdende partijen in Zuid-Soedan.
De waarheid achterhalen en verzoening waren essentieel om vrede te bewerkstelligen in Zuid-Soedan. De Afrikaanse Unie had stappen ondernomen om de Hybride Rechtbank – overeengekomen in het vredesakkoord uit 2015 – op poten te zetten, en hiervoor assistentie van de VN gevraagd. Deze gezamenlijke rechtbank met de Zuid-Soedanese overheid moest een einde maken aan de straffeloosheid waarmee allerlei zware misdaden tegen de bevolking werden gepleegd.
Lijst ·  2398 ·  2399 ·  2400 ·  2401 ·  2402 ·  2403 ·  2404 ·  2405 ·  2406 ·  2407 ·  2408 ·  2409 ·  2410 ·  2411 ·  2412 ·  2413 ·  2414 ·  2415 ·  2416 ·  2417 ·  2418 ·  2419 ·  2420 ·  2421 ·  2422 ·  2423 ·  2424 ·  2425 ·  2426 ·  2427 ·  2428 ·  2429 ·  2430 ·  2431 ·  2432 ·  2433 ·  2434 ·  2435 ·  2436 ·  2437 ·  2438 ·  2439 ·  2440 ·  2441 ·  2442 ·  2443 ·  2444 ·  2445 ·  2446 ·  2447 ·  2448 ·  2449 ·  2450 ·  2451